# Garcinia staudtii
Espèce
Statut de conservation UICN

 VU A1c, B1+2c : Vulnérable
Garcinia staudtii Engl. est une espèce de plantes à fleurs de la famille des Clusiaceae, du genre Garcinia,, présente au Cameroun et au Nigeria. 

## Étymologie
Son épithète spécifique staudtii rend hommage au botaniste et collecteur allemand Alois Staudt, qui accompagna notamment Georg August Zenker dans ses expéditions au Cameroun.

## Description
C'est un arbre d'environ 12 à 15 m de haut,. 

## Distribution
Subendémique, l'espèce a été observée dans plusieurs régions du Cameroun (Sud-Ouest, Littoral, Sud), au sud-est du Nigeria, également sur un site au Gabon.

## Écologie
Elle est présente dans les forêts littorales de basse altitude.
Selon les critères de l’IUCN, elle est évaluée comme une espèce vulnérable. 